# Dendrophylax
Dendrophylax – rodzaj roślin z rodziny storczykowatych (Orchidaceae Juss.). W obrębie tego rodzaju znajduje się 15 gatunków. Rośliny te występują głównie na Karaibach, jednak dwa gatunki rosną na kontynencie – D. lindenii w południowej części Florydy a D. porrectus w Ameryce Centralnej. Gatunkiem typowym jest D. varius (J.F.Gmel.) Urb.

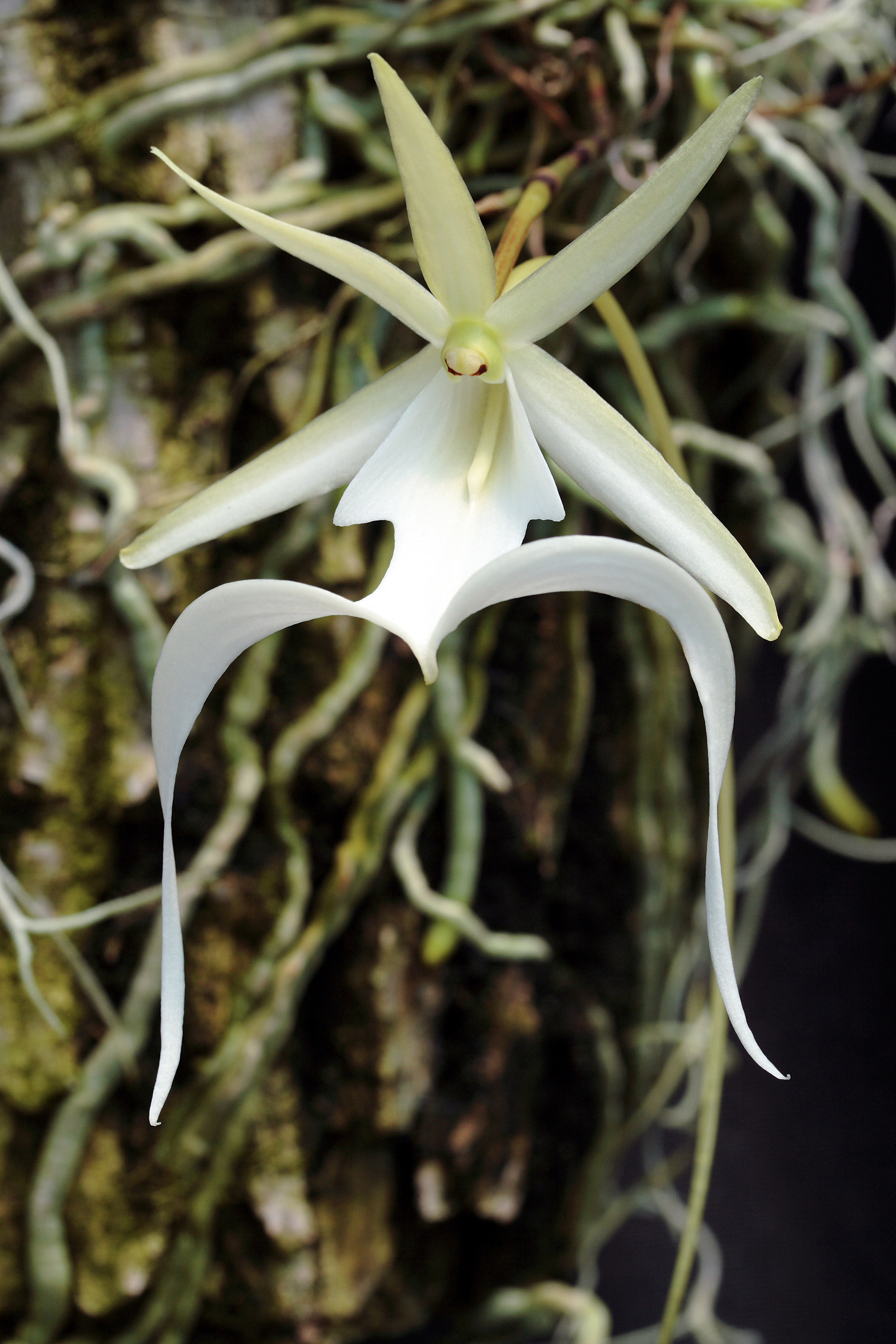
Kwiat gatunku D. lindenii

## Morfologia
PokrójBezlistne epifity. Tylko młode rośliny mogą mieć drobne szczątkowe liście. Chloroplasty zapewniające fotosyntezę znajdują się w korzeniach, które silnie przylegają do kory drzewa-gospodarza.
KwiatyMają białą lub zieloną barwę. Wyrastają na łodydze kwiatowej dorastającej do 10 cm długości.

## Biologia i ekologia
Rośliny kwitną zazwyczaj wiosną lub latem. Najlepiej rosną w wilgotnym środowisku, gdzie wilgotność wynosi między 70 a 90%. 

## Systematyka
Rodzaj z podplemienia Angraecinae,  plemienia Vandeae, podrodziny Epidendronowych (Epidendroideae), rodziny storczykowatych (Orchidaceae), w rzędzie szparagowców (Asparagales), w obrębie roślin jednoliściennych.
Lista gatunków
- Dendrophylax alcoa Dod
- Dendrophylax barrettiae Fawc. & Rendle
- Dendrophylax constanzensis (Garay) Nir
- Dendrophylax fawcettii Rolfe
- Dendrophylax filiformis (Sw.) Benth. ex Fawc.
- Dendrophylax funalis (Sw.) Benth. ex Rolfe
- Dendrophylax gracilis (Cogn.) Garay
- Dendrophylax helorrhiza Dod
- Dendrophylax lindenii (Lindl.) Benth. ex Rolfe
- Dendrophylax macrocarpus (Dod) Carlsward & Whitten
- Dendrophylax megarhizus Molgo & Carnevali
- Dendrophylax porrectus (Rchb.f.) Carlsward & Whitten
- Dendrophylax sallei (Rchb.f.) Benth. ex Rolfe
- Dendrophylax serpentilingua (Dod) Nir
- Dendrophylax varius (Aubl.) Urb.